# Hans Wolf (Jurist)

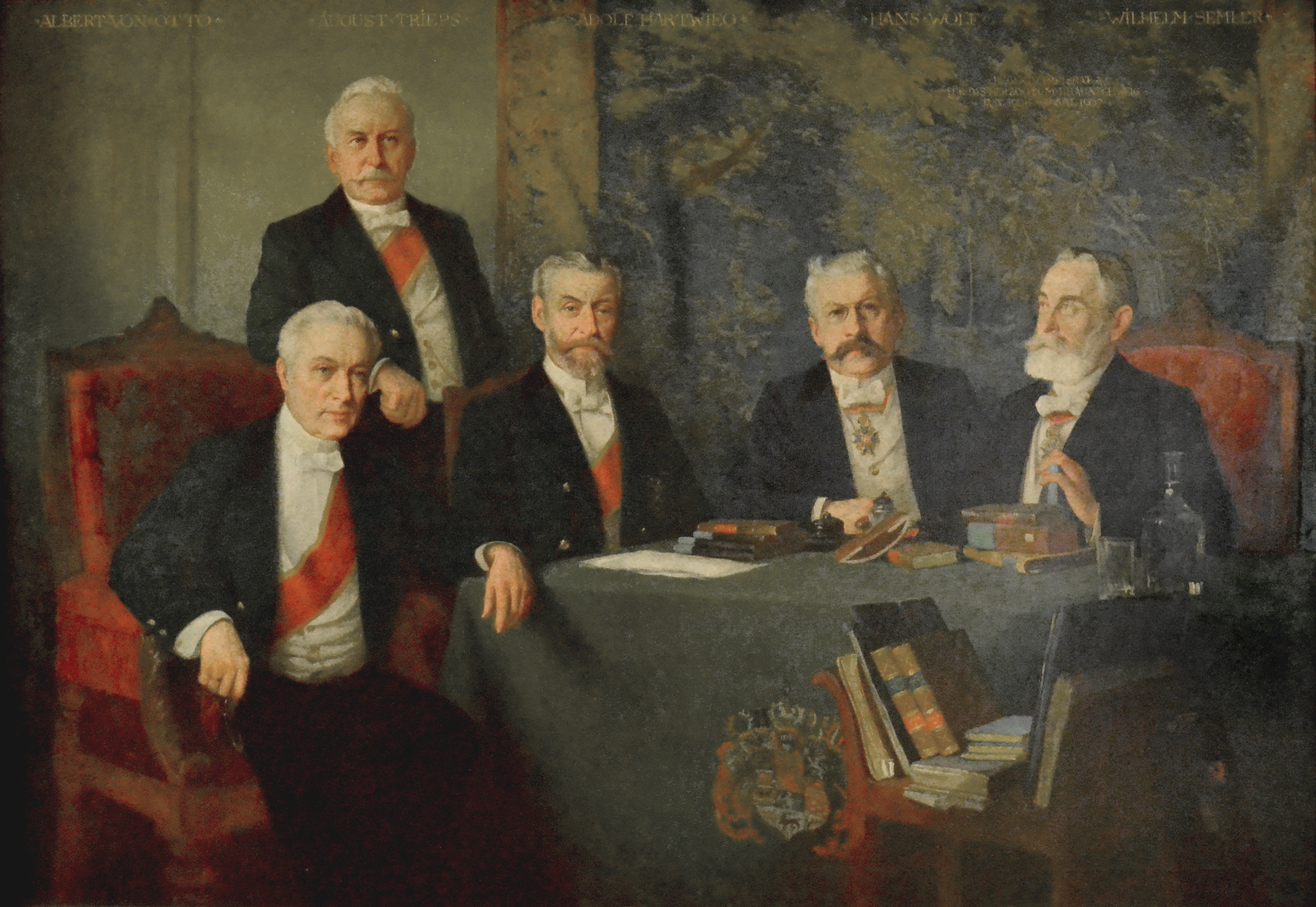
Die Mitglieder des zweiten Braunschweigischen Regentschaftsrates (v. l. n. r.): Albert von Otto, August Trieps, Adolf Hartwieg, Hans Wolf und Wilhelm Semler (Gemälde von Moritz Röbbecke von 1909).

Hans Wolf (* 12. Januar 1850 in Braunschweig; † 15. September 1940 ebenda) war ein deutscher Richter. Von 1904 bis 1922 war er Präsident des Oberlandesgerichts Braunschweig.

## Leben
Wolf studierte Rechtswissenschaft an der Georg-August-Universität Göttingen und der Ruprecht-Karls-Universität Heidelberg. Ab 1869 war er Mitglied des Corps Brunsviga Göttingen und des Corps Guestphalia Heidelberg. Er bestand 1871 das erste und 1875 das zweite juristische Staatsexamen. Es folgte eine steile Karriere in der Braunschweiger Justiz: Noch im Juni 1875 wurde er Kreisgerichtssekretär, 1879 Landrichter, 1891 Landgerichtsrat, 1892 Oberlandesgerichtsrat und am 1. Januar 1900 Senatspräsident. Hans Wolf war stellvertretender Oberlandesgerichtspräsident, als 1904 Oberlandesgerichtspräsident Robert Sommer verstarb. 
Aufgrund des Streites zwischen den Welfen und Preußen um das Herzogtum Braunschweig nach dem Tode Herzog Wilhelms war es in den Augen vieler Braunschweiger wichtig, dass der kommende Oberlandesgerichtspräsident, der zugleich geborenes Mitglied des Regentschaftsrates war, nicht durch unbedachtes pro-welfisches Verhalten das Herzogtum in Gefahr bringen würde. Auch da Hans Wolf „ganz preußisch eingestellt“ war, wurde er zum 1. November 1904 zum Oberlandesgerichtspräsidenten ernannt. In seiner dadurch gegebenen Funktion als Mitglied im Regentschaftsrat erfüllte er die in ihn gesetzten Erwartungen. Nach dem Tode Herzog Albrechts von Preußen 1906 übernahm zunächst der Regentschaftsrat unter Albert von Otto die Regentschaft. 1907 wurde dann nicht etwa der Welfe Ernst August von Cumberland, sondern Johann Albrecht zu Mecklenburg zum neuen Regenten gewählt.
Hans Wolf wurden während seiner Amtszeit viele Auszeichnungen und Orden verliehen, 1913 als einzigem Oberlandesgerichtspräsidenten auch der Titel Exzellenz.
Nach der Novemberrevolution in Braunschweig blieb Hans Wolf im Amt, jedoch war er noch „vom vorrevolutionären Geiste durchtränkt“ und stand daher neuen Entwicklungen im Wege. Mit dem neuen sozialdemokratischen Justizminister Braunschweigs, August Junke, geriet er bald in Streit, weil dieser ihn nicht angehört hatte, bevor er zwei Richter als Referenten ans Staatsministerium abordnete. Junke setzte Wolf dann dadurch vom Amt ab, dass er mit dem Gesetz über die Einführung einer Altersgrenze für richterliche Beamte vom 11. Januar 1922 dafür sorgte, dass diese nach Vollendung des 68. Lebensjahres in den Ruhestand treten mussten. Wolf erhob nach seinem dadurch erzwungenen Eintritt in den Ruhestand gegenüber der neuen Regierung den Vorwurf der „Klassenjustiz“ und rief die Richter zu „Abwehrkämpfen gegen die, die den guten Geist zerstören wollen,“ auf. 
Wolfs Nachfolger als Oberlandesgerichtspräsident wurde Louis Levin, der ebenfalls durch eine spätere nochmalige Herabsetzung der Höchstaltersgrenze vorzeitig aus dem Amt scheiden musste. Auch Hans Wolfs Sohn Wilhelm (1878–1963) war am Oberlandesgericht von 1931 bis 1948 tätig.